# بينيلوب مورتيمر
بينيلوب مورتيمر (بالإنجليزية: Penelope Mortimer)‏ (19 سبتمبر 1918 في المملكة المتحدة - 19 أكتوبر 1999 في المملكة المتحدة)؛ كاتِبة، سيناريست، صحفية، ناقدة سينمائية وروائية بريطانية.

## روابط خارجية
- بينيلوب مورتيمر على موقع IMDb (الإنجليزية)
- بينيلوب مورتيمر على موقع ميتاكريتيك (الإنجليزية)
- بينيلوب مورتيمر على موقع الموسوعة البريطانية (الإنجليزية)
- بينيلوب مورتيمر على موقع روتن توميتوز (الإنجليزية)
- بينيلوب مورتيمر على موقع ألو سيني (الفرنسية)
- بينيلوب مورتيمر على موقع أول موفي (الإنجليزية)
- بينيلوب مورتيمر على موقع قاعدة بيانات الأفلام السويدية (السويدية)
- بينيلوب مورتيمر على موقع قاعدة بيانات الفيلم (الإنجليزية)
- بينيلوب مورتيمر على موقع كينوبويسك (الروسية)